# Songs I Wrote
Songs I Wrote è il primo EP di Sean Flynn, pubblicato su iTunes nell'agosto 2009.L'EP è stato autoprodotto.
Contiene 2 canzoni, Think About It e The Years.

## Tracce
1. Think About It
2. The Years